# Filandia
Filandia je město a obec v severní části departementu Quindío, Kolumbie. Leží na západní straně Středních Cordiller v pohoří Andy, které prochází centrální Kolumbií, 26 km severně od hlavního města provincie Armenia. Má i s okolím asi 13 tisíc převážně mestických obyvatel, oblast se živí zemědělstvím, zejména pěstováním kávy, a je také oblíbenou turistickou destinací.